# Sokaság (statisztika)
A sokaság vagy populáció a statisztikában mindazon elemek halmazát jelenti, amelyekre statisztikai következtetés irányul.
A sokaság lehet véges vagy végtelen, de rendszerint a véges sokaságok is akkorák, hogy a teljes sokaság gyakorlatilag nem vizsgálható, hanem a sokaságból vett minta tulajdonságaiból következtetünk a sokaság tulajdonságaira. Lényeges, hogy a sokaság nem emberek (egyedek), hanem egy őket jellemző ismérv (változó) által felvett vagy felvehető értékek halmaza, pl. macskák vemhességi ideje, gázmolekulák sebessége, kockadobás eredményei stb.
A sokaság eloszlását – a változó típusától függően – jellemezhetjük függvénnyel (valószínűségsűrűség-függvény, kumulatív eloszlásfüggvény) vagy paraméteresen (elméleti szórás, várható érték stb.).
A szociológiában gyakorlati okokból a statisztikai sokaságnak két típusát szokták megkülönböztetni aszerint, hogy időpontban (álló sokaság) vagy időintervallumban (mozgó sokaság) vizsgáljuk-e. Általában egy nap az a legnagyobb időegység, amit még időpontnak tekintünk (azaz ami alatt a sokaság tulajdonságai számottevően nem változnak). Álló sokaság például egy gyár munkásainak száma 2005. január 1-én; mozgó sokaság ugyanezen dolgozók száma 2005-ben.